# Mario Leoncini
Mario Leoncini (nacido el 1 de julio de 1956 en San Gimignano) es un ajedrecista italiano.
Expertos en la Historia del Ajedrez, es Maestro de la Federación de Italia de Ajedrez. 

## Obras
- Manuale di scacchi eterodossi, Siena, 1980
- Aneddoti di scacchi, Brescia, Messaggerie Scacchistiche, 2003
- Scacchi e crimine, Roma, Prisma, 2005
- A ladro! Storie dal mondo degli scacchi, Roma, Caissa Italia, 2005
- Scacchi e sesso, Roma, Prisma, 2006
- Scaccopoli. Le mani della politica sugli scacchi, Firenze, Phasar, 2010
- Natura simbolica del gioco degli scacchi, 2010
- Arcaiche figure a Vico Pancellorum, Nápoles, Autori Inediti, 2011
- Ottocento anni di scacchi a Siena, Milán, Ilmiolibro, 2012
- L'Italia a scacchi, Bologna, Le Due Torri, 2014
- La grande storia degli scacchi, Bologna, Le Due Torri, 2020